# Avery (Texas)
Pour les articles homonymes, voir Avery.
Avery est une municipalité américaine du comté de Red River au Texas. Au recensement de 2010, Avery comptait 482 habitants.